# Asag

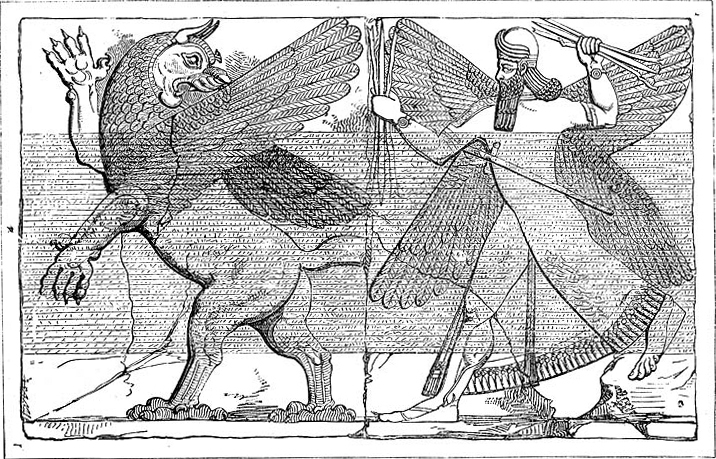
bóg Ninurta pokonujący Asaga; relief ze świątyni Ninurty w Kalchu; obecnie w British Museum w Londynie.

Asag, Asakku (sum. asag, akad. asakku) - w mitologii mezopotamskiej demon o odrażającym wyglądzie, sprowadzający choroby i ból. W poemacie sumeryjskim „Lugale” Asag jest demonem, którego pokonał bóg Ninurta (lub według innej wersji Adad). W Kalchu, w świątyni Ninurty, wzniesionej w IX w. p.n.e. przez króla asyryjskiego Aszurnasirpala II, odnaleziono wielki relief przedstawiający boga trzymającego pioruny i atakującego lwa-smoka. Zdaniem niektórych uczonych wyobrażać on ma pokonanie złego demona Asaga przez Ninurtę. W tekstach magicznych asag/asakku jest demonem, który napada i zabija ludzi; za przejaw jego działania uznawano wysoką gorączkę.